# إف إس في فرانكفورت
نادي فرانكفورت 1899 الرياضي لكرة القدم (بالألمانية: Fußballsportverein Frankfurt 1899 e.V.) نادي كرة قدم ألماني يلعب في الدوري الألماني الدرجة الثانية. تم تأسيس النادي في عام 1899.

## روابط خارجية
- FSV Frankfurt